# Luciola lusitanica
o pirilampo lusitânico (Luciola lusitanica) é uma espécie de insetos coleópteros polífagos (Vulgo pirilampo) pertencente à família Lampyridae.
A autoridade científica da espécie é Charpentier, tendo sido descrita no ano de 1825.
Trata-se de uma espécie presente no território português.